# Pavé de Beuvry-la-Forêt à Orchies
Der Sektor Pavé de Beuvry-la-Forêt à Orchies oder Pavé Marc Madiot ist ein 1400 Meter langer mit Kopfsteinen gepflasterter Weg, welcher bei Paris–Roubaix von Beuvry-la-Forêt nach Orchies befahren wird.

## Charakteristik
Der Sektor Pavé de Beuvry-la-Forêt à Orchies ist mit der Schwierigkeitsstufe von 3 Sternen ausgezeichnet. Das Kopfsteinpflaster ist zu Beginn sehr chaotisch, es wird im zweiten Teil auf dem neueren Abschnitt jedoch besser zu befahren.

## Geschichte
Der Sektor wird erst seit 2007 bei Paris–Roubaix befahren, nachdem zu den freigelegten Kopfsteinpflaster circa weitere 600 Meter neu angelegt wurden. Seit der erste Befahrung wurde dieser Abschnitt nach dem zweimaligen Sieger von Paris-Roubaix Marc Madiot benannt. Der Sektor sollte ursprünglich auf der fünften Etappe der Tour de France 2014 befahren werden, jedoch wurde aufgrund von den herrschenden Wetterbedingungen darauf verzichtet. 2015 wurde 50 Meter neues Kopfsteinpflaster gelegt und 2018 wurden im ersten Teil Baumpflege durch die Les Amis de Paris–Roubaix betrieben.

## Bildergalerie

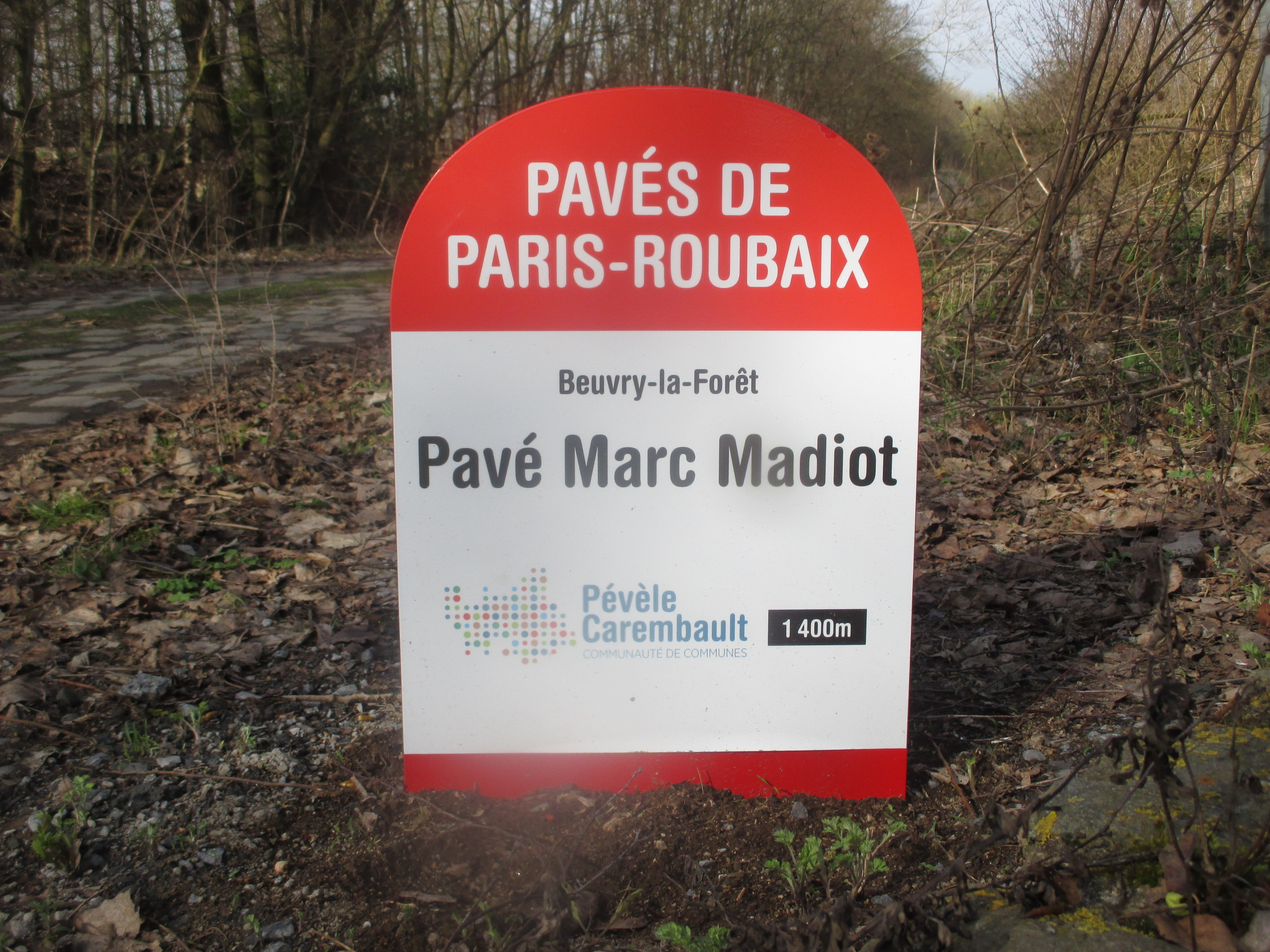
Beginn Sektor Pavé de Beuvry-la-Forêt à Orchies Hinweistafel
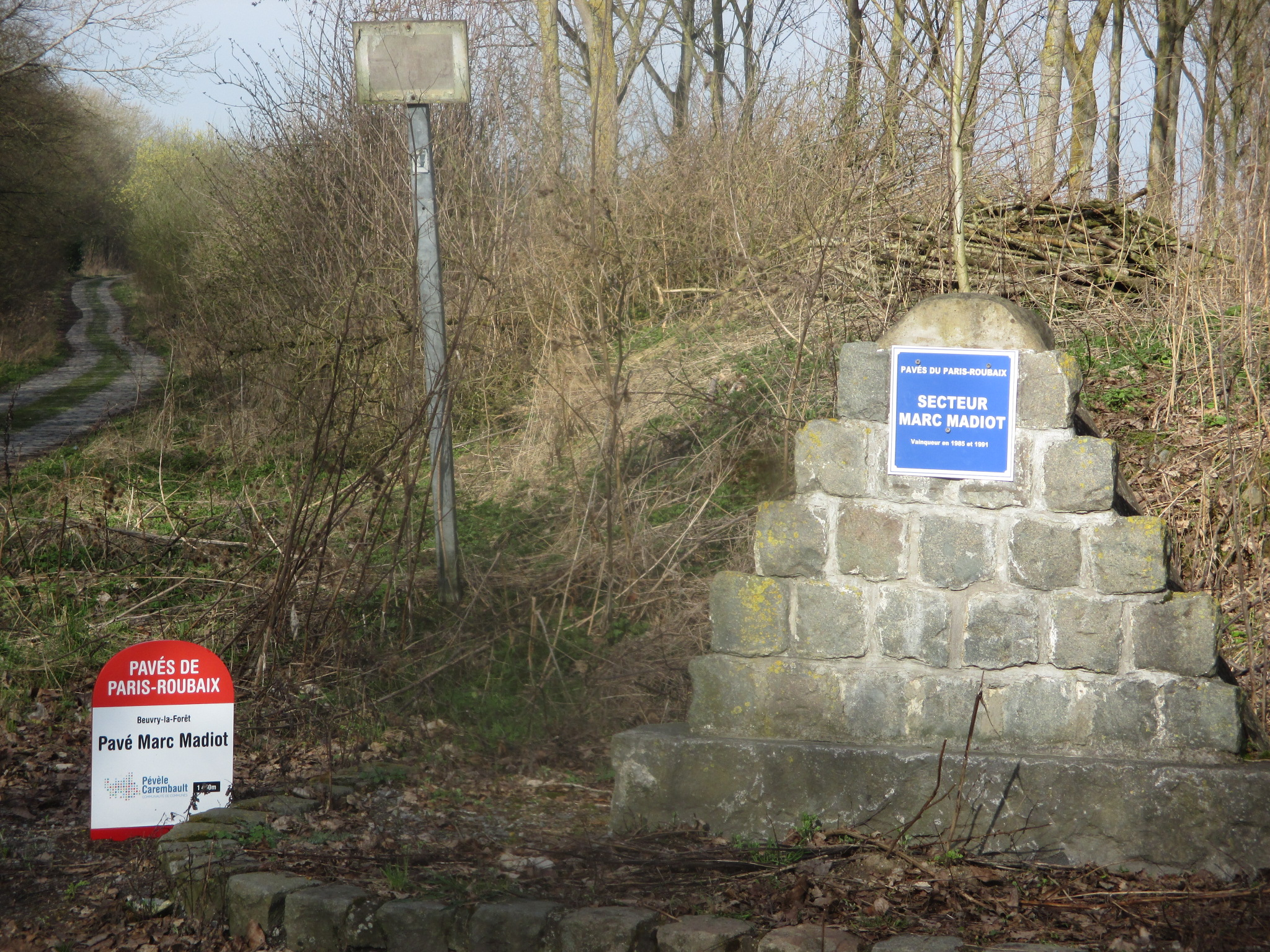
Beginn Abschnitt Marc Madiot Hinweistafel